# Classe Folgore (cacciatorpediniere)
La classe Folgore, anche nota come la seconda serie della classe Dardo, è composta da quattro unità ed era una moderna e veloce classe di cacciatorpediniere italiani. Venne realizzata con una struttura simile a quella dei precedenti "Dardo", ma con alcune migliorie. La più importante è la doppia stazione di tiro, che consentivano di ingaggiare 2 diversi bersagli tramite le 2 torrette da Ansaldo 120/50 Mod. 1926, binate, montate una a poppa, su una sovrastruttura, e l'altra a prua sul ponte di castello. Due unità vennero realizzate nei Cantieri Bacini e Scali Partenopei di Napoli le altre due nel cantiere navale del Quarnaro di Fiume. Questa ultime si contraddistinguevano per plancia avente forma tondeggiante. Tutte le quattro unità subirono varie migliorie all'armamento nel corso della loro vita operativa e alla fine fu inserita anche la possibilità di caricare fino a 52 mine. 

## Unità

### Folgore

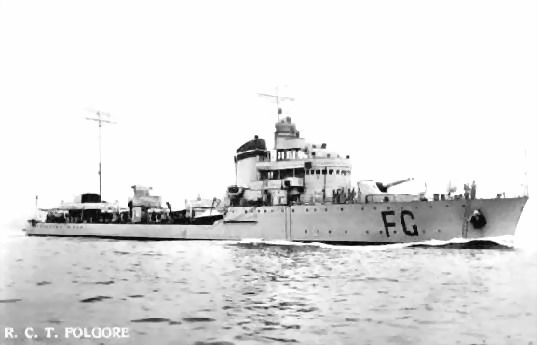
Il cacciatorpediniere Folgore

Costruito nei Cantieri Bacini e Scali Partenopei di Napoli entrò in servizio il 1º luglio 1932. Venne affondato nella notte del 2 dicembre 1942 nei pressi della costa settentrionale tunisina all'altezza dei banchi di Skerki. Il Folgore faceva parte, insieme ad altri 2 cacciatorpediniere (da Recco - caposcorta - e Camicia Nera) e 2 torpediniere (Clio e Procione), della scorta a un convoglio di rifornimento per l'Africa formato da 3 mercantili italiani (Aventino, Puccini e Aspromonte) e uno tedesco (K.T.1). Alle ore 00:37 del 2 dicembre il convoglio fu attaccato di sorpresa dalle unità della Forza Q (incrociatori Aurora, Argonaut e Sirius - cacciatorpediniere Quentin e Qiuberon) della Royal Navy che affondarono tutti i mercantili e colpirono gravemente anche le unità di scorta. Il Folgore ingaggiò un furioso combattimento con le soverchianti forze nemiche, prima con i siluri con i quali forse colpiva l'incrociatore Sirius, e poi con i cannoni, scatenando una furibonda reazione avversaria: il Folgore fu rapidamente colpito da numerosi proiettili che provocarono gravissimi danni e incendi. Tuttavia la nave proseguì il combattimento fino ad esaurimento delle munizioni, tentando poi di dirigere su Cagliari, ma i danni ricevuti ne provocarono uno sbandamento tale da impedirne la salvezza. Messo in salvo l'equipaggio, il comandante capitano di corvetta Ener Bettica si inabissava con la nave alle ore 01:16 del 2 dicembre 1942.
Nella furiosa battaglia del banco di Skerki che costò più di 2200 caduti, solo del Folgore perirono 4 ufficiali, 13 sottufficiali e 107 marinai. Al comandante Bettica, decorato con la Medaglia d'oro al valor militare alla memoria è stata intitolata una delle unità della classe Comandanti.

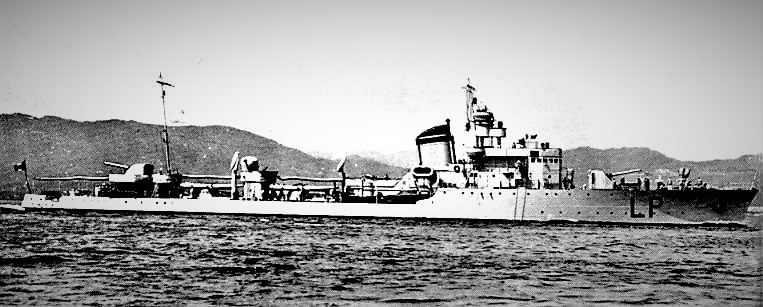
Il cacciatorpediniere Lampo

### Lampo
Costruito nei Cantieri Bacini e Scali Partenopei di Napoli entrò in servizio il 13 agosto 1932. Il 16 aprile 1941, nel corso della Battaglia del Convoglio Tarigo, tentò di reagire col lancio di alcuni siluri e poche salve di cannone, dopo di che, centrato più volte, devastato e con 141 uomini uccisi su 205 che componevano l'equipaggio, fu portato ad arenarsi nella secca del banco di Kerkennah venendo successivamente recuperato (11 agosto 1941) e rimesso in servizio (18 maggio 1942). Il 30 aprile 1943, mentre trasportava un carico di 52 tonnellate di munizioni da Taranto a Tunisi, fu colpito da una varie bombe d'aereo e, incendiato, si rovesciò e affondò presso Capo Bon con la morte di 60 dei 213 uomini a bordo.

### Fulmine
Costruito nei Cantieri navali del Quarnaro di Fiume entrò in servizio il 14 settembre 1932, riprendendo il nome del primo cacciatorpediniere italiano. Il 9 novembre 1941, durante la battaglia del convoglio Duisburg, di cui faceva parte della scorta, tentò di reagire ma fu centrato da varie cannonate delle navi della Force K inglese; immobilizzato, affondò dopo solo dodici minuti con la morte di 141 membri del suo equipaggio.

### Baleno
Costruito nei Cantieri Navali del Quarnaro di Fiume entrò in servizio il 15 giugno 1932. Il 14 giugno 1940 affondò nel golfo di Taranto il sommergibile HMS Odin. Il 16 aprile 1941, durante la battaglia del convoglio Tarigo, tentò di reagire all'attacco portato da quattro cacciatorpediniere nemici al convoglio che stava scortando ma fu subito centrato, con la morte di quasi tutti gli ufficiali, fra cui il comandante, Ten. vasc. Giuseppe Arnaud, e numerosi uomini, e la messa fuori uso di macchine e armamento . Unico ufficiale sopravvissuto, benché gravemente ferito, il direttore di macchina tenente del genio navale Edoardo Repetto di Borgonovo, poi insignito di medaglia al V.M. Il Baleno andò ad incagliarsi sulle secche di Kerkenna; affondò l'indomani, rovesciandosi, a causa dei danni subiti. I superstiti furono solo 37.